# Betainsel
Die Betainsel (englisch Beta Island, in Argentinien Isla Rodeada ‚Umringte Insel‘) ist eine kleine Insel im Palmer-Archipel vor der Westküste der Antarktischen Halbinsel. Sie liegt in der Gruppe der Melchior-Inseln unmittelbar nördlich der Kappainsel und südwestlich der Alphainsel.
Teilnehmer der britischen Discovery Investigations kartierten sie im Jahr 1928 und benannten sie in Verbindung mit der Benennung der übrigen Inseln der Gruppe nach dem griechischen Buchstaben Beta. Die Betainsel wurde im Rahmen argentinischer Expeditionen in den Jahren 1942, 1943 und 1948 vermessen. In Argentinien ist sie als Isla Rodeada (deutsch „Die [von anderen Inseln] umgebene Insel“) bekannt.